# EISPACK
EISPACK est une bibliothèque de fonctions en Fortran pour le calcul numérique des valeurs et vecteurs propres. Elle a été supplantée par LAPACK.